# Portada/article setembre 27

## Edat moderna
L'edat moderna és la tercera de les etapes en què es divideix tradicionalment la història a Occident. Entre els anys 1453 (caiguda de Constantinoble) i 1789 (Revolució Francesa), va començar a néixer un nou sistema econòmic, el capitalisme, que es consolidarà de forma definitiva amb la Revolució Industrial. En aquesta perspectiva, l'edat moderna seria el període dels valors de la modernitat (el progrés, la comunicació, la raó) enfront del període anterior, l'edat mitjana, que el tòpic identifica amb un parèntesi històric dominat per l'endarreriment cultural i social, i l'obscurantisme. L'esperit de l'edat moderna buscà el seu referent en un passat anterior, l'edat antiga. L'edat moderna va marcar el moment de la integració de dos mons humans que havien romàs completament aïllats durant més de 20.000 anys: Amèrica, el Nou Món, i Euràsia i Àfrica, el Vell Món.